# First Dates Café
First dates café fue la versión española vespertina del programa de citas británico First dates, que se emitió en el canal Cuatro. Se estrenó el 13 de diciembre de 2021 a las 14:00 de la tarde en Cuatro y finalizó el 4 de febrero de 2022.

## Mecánica
Se trata de un programa de telerrealidad en el que diez desconocidos que han pasado previamente un cuestionario de compatibilidad, se someten a una cita a ciegas por parejas en un escenario que figura ser un restaurante. A diferencia de su versión de noche, no solo ayudará a los participantes a encontrar el amor, sino también la amistad. Las cinco parejas deberán mantener una conversación a lo largo de la cena servida por asistentes del programa, bajo la coordinación del presentador Jesús Vázquez. El restaurante cuenta con nuevas áreas para que las citas se desarrollen en un ambiente más informal, como puede ser una zona de sofás o un reservado con mesas altas.

## Equipo
|                   | Información          | Cuatro (canal de televisión) |
| Año               |                      | 2021-2022                    |
| ----------------- | -------------------- | ---------------------------- |
| Jesús Vázquez     | Presentador titular. |                              |
| Yulia Demóss      | Camarera en barra.   |                              |
| Richard Pena      | Voz en off.          |                              |
| Dani García Primo | Camarero.            |                              |
| Carlos Frigenti   | Camarero.            |                              |
| Alberto Frigenti  | Camarero.            |                              |

## Audiencias
| Temporada | Temporada | Episodios | Estreno                 | Final                | Audiencia media | Audiencia media |
| Temporada | Temporada | Episodios | Estreno                 | Final                | Espectadores    | Cuota           |
| --------- | --------- | --------- | ----------------------- | -------------------- | --------------- | --------------- |
|           | 1         | 39        | 13 de diciembre de 2021 | 4 de febrero de 2022 | 179 000         | 2,0%            |

### Primera temporada (2021)
| Programas emitidos | Programas emitidos | Programas emitidos |
| N.º                | Fecha de emisión   | Audiencia          |
| ------------------ | ------------------ | ------------------ |
| 1                  | 13/12/2021         | 248 000 (2,9%)     |
| 2                  | 14/12/2021         | 219 000 (2,6%)     |
| 3                  | 15/12/2021         | 207 000 (2,5%)     |
| 4                  | 16/12/2021         | 241 000 (2,8%)     |
| 5                  | 17/12/2021         | 226 000 (2,8%)     |
| 6                  | 20/12/2021         | 204 000 (2,3%)     |
| 7                  | 21/12/2021         | 186 000 (2,1%)     |
| 8                  | 22/12/2021         | 156 000 (1,6%)     |
| 9                  | 23/12/2021         | 152 000 (1,6%)     |
| 10                 | 24/12/2021         | 176 000 (1,9%)     |
| 11                 | 27/12/2021         | 173 000 (1,8%)     |
| 12                 | 28/12/2021         | 185 000 (2,0%)     |
| 13                 | 29/12/2021         | 202 000 (2,2%)     |
| 14                 | 30/12/2021         | 168 000 (1,9%)     |
| 15                 | 31/12/2021         | 159 000 (1,9%)     |
| 16                 | 03/01/2022         | 226 000 (2,6%)     |
| 17                 | 04/01/2022         | 201 000 (2,2%)     |
| 18                 | 05/01/2022         | 205 000 (2,2%)     |
| 19                 | 07/01/2022         | 190 000 (2,1%)     |
| 20                 | 10/01/2022         | 176 000 (1,9%)     |
| 21                 | 11/01/2022         | 169 000 (1,9%)     |
| 22                 | 12/01/2022         | 187 000 (2,1%)     |
| 23                 | 13/01/2022         | 167 000 (1,9%)     |
| 24                 | 14/01/2022         | 183 000 (2,1%)     |
| 25                 | 17/01/2022         | 132 000 (1,5%)     |
| 26                 | 18/01/2022         | 190 000 (2,2%)     |
| 27                 | 19/01/2022         | 160 000 (1,8%)     |
| 28                 | 20/01/2022         | 188 000 (2,1%)     |
| 29                 | 21/01/2022         | 167 000 (1,9%)     |
| 30                 | 24/01/2022         | 171 000 (1,9%)     |
| 31                 | 25/01/2022         | 139 000 (1,5%)     |
| 32                 | 26/01/2022         | 152 000 (1,8%)     |
| 33                 | 27/01/2022         | 153 000 (1,7%)     |
| 34                 | 28/01/2022         | 152 000 (1,8%)     |
| 35                 | 31/01/2022         | 161 000 (1,9%)     |
| 36                 | 01/02/2022         | 173 000 (1,9%)     |
| 37                 | 02/02/2022         | 133 000 (1,6%)     |
| 38                 | 03/02/2022         | 134 000 (1,6%)     |
| 39                 | 04/02/2022         | 159 000 (1,9%)     |